# Cixius theroni
Cixius theroni är en insektsart som beskrevs av Van Stalle 1988. Cixius theroni ingår i släktet Cixius och familjen kilstritar. Inga underarter finns listade i Catalogue of Life.